# Корнхерт, Дирк
Дирк Волкертсзон Корнхерт (нидерл. Dirck Volckertszoon Coornhert; 1522—1590) — голландский учёный, литератор, богослов, художник-гравёр, нотариус, а также мыслитель-гуманист и политический деятель.

## Биография
Дирк Волкертсзон Корнхерт родился в городе Амстердаме. Он был младшим сыном в семье Волкерта Корнхерта — амстердамского торговца сукном. В детстве с отцом он провел несколько лет в Испании и Португалии. Будучи в 17-летнем возрасте, Дирк связал себя браком с Корнелией Симонс, которая была на 12 лет старше его и из малоимущей семьи. Семейство Корнхертов осудило выбор сына и в наказание вычеркнуло его из завещания. Впоследствии даже смерть главы семейства не изменила решения, и мать Дирка оставила его вне наследства. Бытует мнение, что именно финансовая нужда сподвигла Дирка Корнхерта освоить технику художественной графики. Он был способным музыкантом и играл на флейте и лютне, писал стихи (некоторые склонны полагать, что он являлся автором гимна Нидерландов «Het Wilhelmus»). Дирк был известен как драматург и преподаватель латыни, знал греческий язык. Позже он занимал должность нотариуса, а в 1564 году — секретаря коллегии мэра Харлема. В 1573 году работал секретарем при совете Соединённых провинций Голландии. Из-под его пера вышло множество сочинений религиозной и философской тематики, также к его заслугам относят обогащение и совершенствование голландского языка. Его философское мировоззрение играло ключевую роль в культурной жизни Нидерландов, однако он не так известен за рубежом, как, к примеру, Эразм Роттердамский. Дирк Корнхерт был религиозным гуманистом, отстаивал идеалы Реформации, хотя до конца жизни оставался в лоне Католической церкви. Дирк считается автором огромного количества работ (книг, памфлетов, писем), которые основаны на тщательном исследовании и его личных рассуждениях. Он был другом и наставником Вильгельма I Оранского, активно поддерживал идею независимости Нидерландов, чем настроил против себя Церковный совет, Филиппа II, Карла V. За свои взгляды он был вынужден скрываться от преследований и трижды пускаться в бега. Будучи взятым под стражу и в ожидании приговора со стороны испанского правосудия, он содержался в тюремных воротах замка в г. Бёйтенхоф. Дирк Корнхерт умер в Гауде 29 октября 1590 года и был похоронен в кирхе Святого Иоанна (Sint Janskerk). На фасаде ратуши Гауды установлена памятная доска.

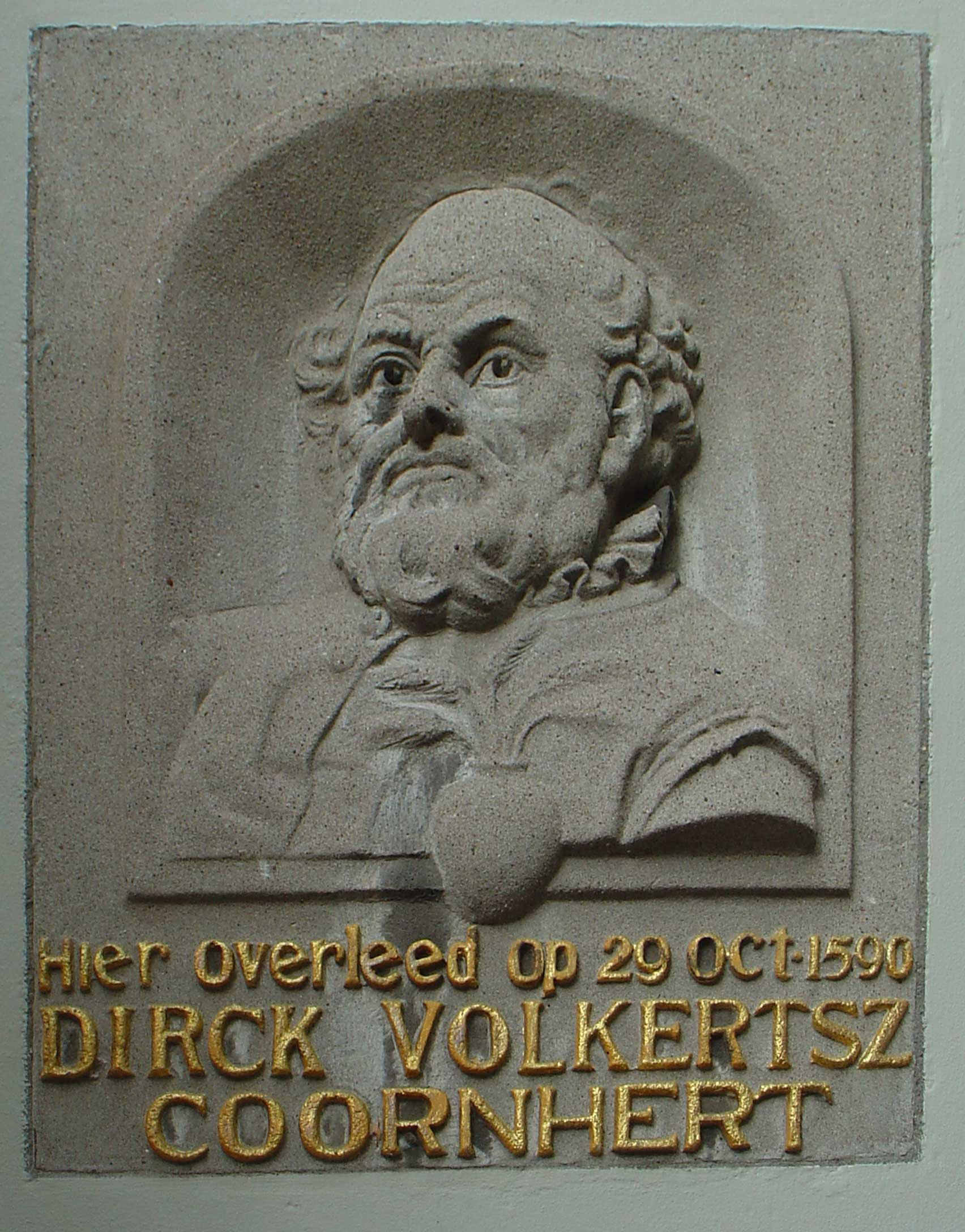
Памятная доска на стене ратуши в Гауде

## Деятельность

### Литератор и переводчик
Многие работы Дирка Корнхерта в области этики, теологии, уголовного права написаны на голландском языке, а не на общепринятом в те времена латинском. Таким образом он способствовал обогащению и развитию голландского языка. Однако именно поэтому он менее известен в международной среде, чем, например, Эразм Роттердамский, с которым он соперничал. Дирк Корнхерт на достаточно высоком уровне владел латынью, которая в те времена являлась международным языком западноевропейских ученых и литераторов. Активно переводил на голландский язык сочинения античной литераторы. Его перу принадлежат переводы Сенеки, Цицерона, Боэция. Перевод двенадцати книг «Одиссеи» Гомера в 1562 году был одним из первых важнейших переводов эпохи Нидерландского Возрождения.

### Философ и богослов
Дирк Корнхерт жил в переломные времена, когда позиции католической церкви становились шаткими. Революционное сознание голландцев и жажда борьбы за независимость формировались на волне Реформации. Дирк Корнхерт был католиком и сторонником Папства. Но он также был голландцем и патриотом. В тот момент, когда его верования стали перечить его убеждениям, он открывает себя сперва арминианству, а затем — кастеллианству. Корнхерт выступает как активный противник сект и разного рода духовных общин, поскольку считает, что спасение кроется не в количестве молельных домов, а в качественной вере, в объединении вокруг любви и милосердия. Он видит их как разобщающее составляющее, которые разлагает общество своими доказательствами преимуществами одних перед другими. На одном из этапов своей жизни Дирк Корнхерт пришел к кардинальному изменению своего сознания и открыто начал провозглашать, что он не католик, не лютеранин, не кальвинист, не меннонит, потому что не видел ни в одном исповедании истинного знака церкви Христа — любви. При таких понятиях он не мог иначе как отрицательно относиться к притязаниям современных ему религиозных течений на исключительное господство при поддержке светской власти. Он требовал свободы католикам в протестантской стране, среди религиозных войн — свободы совести для всех. Корнхерт яро парировал всем, кто оправдывал религиозные преследования и физическую борьбу с ересью. Он аргументировал свою позицию тем, что не нашел в Священном Писании слов о ереси, не видел, чтобы Христос или апостолы употребляли против заблуждений физическую расправу, а не убеждения. Подверглись его критике римские правители, Филипп II, Карл V за их ограничение свободы граждан и установление власти церкви силой.
Когда в первом изданном инквизицией в 1559 году «Индексе запрещённых книг» Кастеллио был отнесен к еретикам, лишь очень немногие, включая Корнхерта, открыто защищали не только Кастеллиона, но и его революционные идеи. Большую роль в распространении его учения в Нидерландах сыграл именно Дик Корнхерт. Своё мировоззрение он выработал до того, как познакомился с работами базельского гуманиста, а познакомившись с ними, стал самым энергичным пропагандистом кастеллионовского течения в Нидерландах. Как только Корнхерт ознакомился с одной из работ Кастеллиона, он стал разыскивать все остальные его работы и настолько в этом преуспел, что есть основания думать, что Корнхерту удалось раздобыть даже рукописную копию «Искусства сомнения». Нидерландский единомышленник Кастеллиона переводит его сочинения на нидерландский язык, издает одну за другой его работы, а также отстаивает его идеи в своих собственных работах. Согласно его умозаключению, главной истиной является лишь то, что согласно с разумом. Поскольку же в учениях, как католиков, так и лютеран, кальвинистов и остальных течений он находил немало такого, что явно противоречит разуму, — многое в этих учениях он и отвергал. Кроме того, во всех существующих вероисповеданиях, по его мнению, обнаруживались положения, которые с равной убедительностью можно и доказать и опровергнуть. В отношении всех таких положений, которых насчитывалось немало, Дирк Корнхерт рекомендовал воздерживаться от осуждения, не объявлять их ни ложными, ни истинными.

### Художник
Сведения о том, где Дирк Корнхерт обучался искусству рисунка и гравюры, крайне скудны. Известно, что в Харлем, где проживал Корнхерт, из Италии прибыл живописец и гравёр эпохи Северного Возрождения Мартен ван Хемскерк (1498—1574). Произведения семнадцатилетнеголетнего Корнхерта Дирку понравились. Таким образом сложился творческий союз никому не известного в то время гравёра и знаменитого художника. Дирк Корнхерт удачно переводил в гравюры многочисленные рисунки Мартина ван Хемскерка. Последний вовремя осознал, что, имея тиражированную графику, можно легко решить проблему распространения своего творчества. Живопись, напротив, обслуживала узкие круги аристократических заказчиков. К тому же большинство картин, созданных при жизни Мартеном ван Хемскерком, не превышала сотни, а многие из них находились в недоступных для публики коллекциях. Из плодотворного сотворчества Дирка Корнхерта и Мартена ван Хемскерка вышло около семиста работ, которые принесли свои плоды каждому из участников: первый приобрёл авторитет и опыт в качестве художника-гравёра, а второй снискал заслуженную славу на родине, в Нидерландах. Помимо гравюр, оба художника совместно работали и в других видах искусства, к примеру, ими был получен заказ от городских властей на разработку рекламы для лотереи, которая проводилась магистратом Харлема. К выполнению ответственного заказа они подошли следующим образом: Хемскерк разрабатывал рисунки, а Корнхерт гравировал их и распространял. Об этом сохранились документальные свидетельства в городском архиве города Харлем от 1547 года. Также поступали заказы от графа Рейнауда ІІІ ван Бредерода (Reinoud III van Brederode), любовница которого Анна Симонс приходилась родной сестрой жене Корнхерта — Корнелии Симонс. К известным гравюрам Дирка Корнхерта обычно относят следующие:

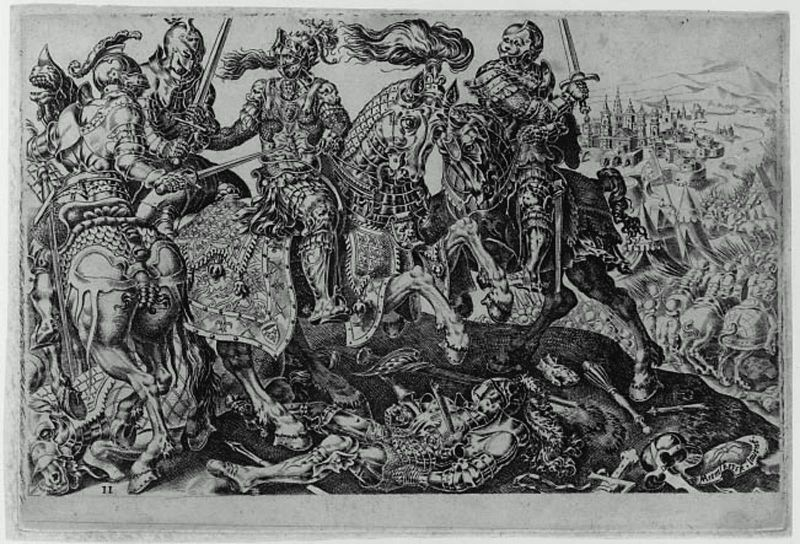
Император Карл V при захвате Туниса. Бостонский музей изящных искусств
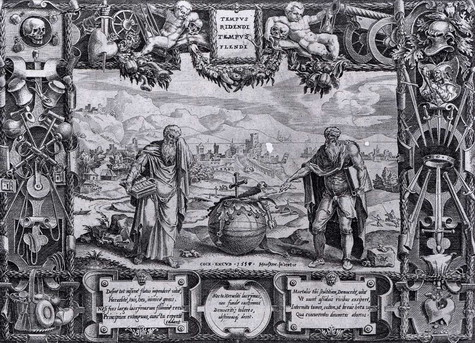
Демокрит как импульс к усовершенствованию
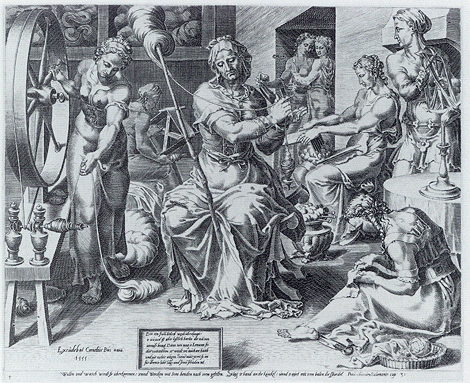
Похвала добропорядочным женщинам. 1555
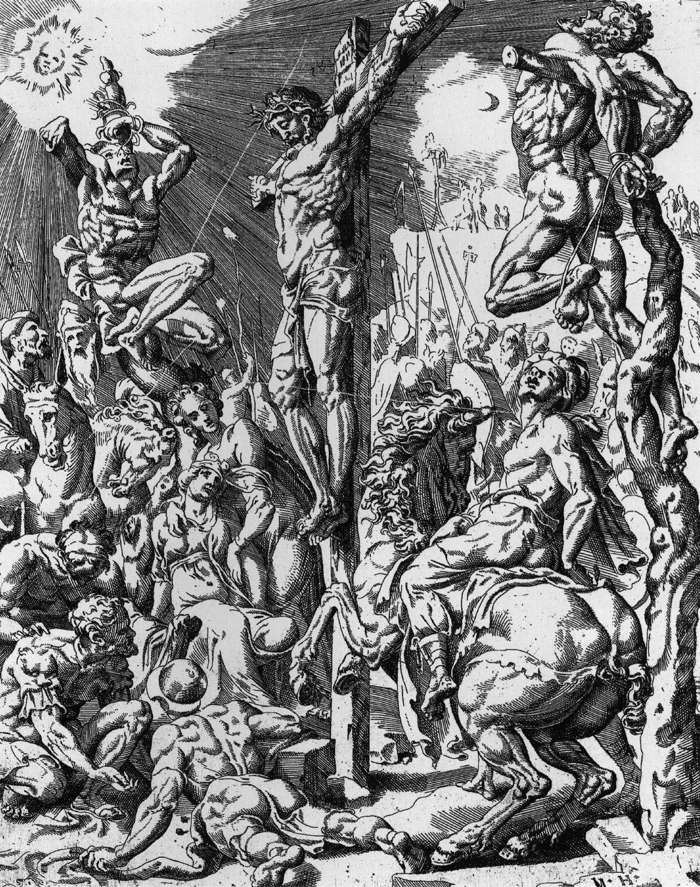
Голгофа. 1548. Рейксмюсеум, Амстердам
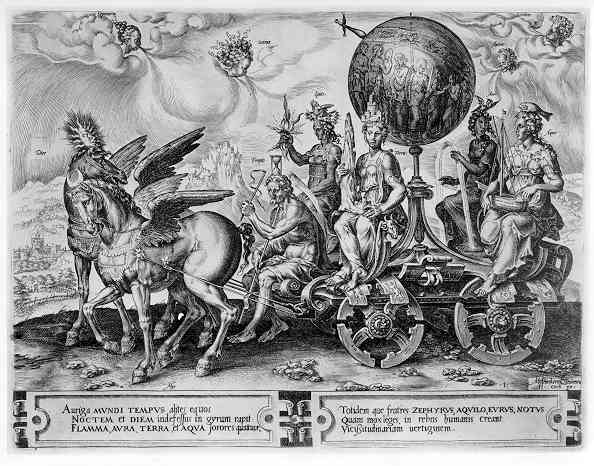
Праздничная колесница Мира. 1564
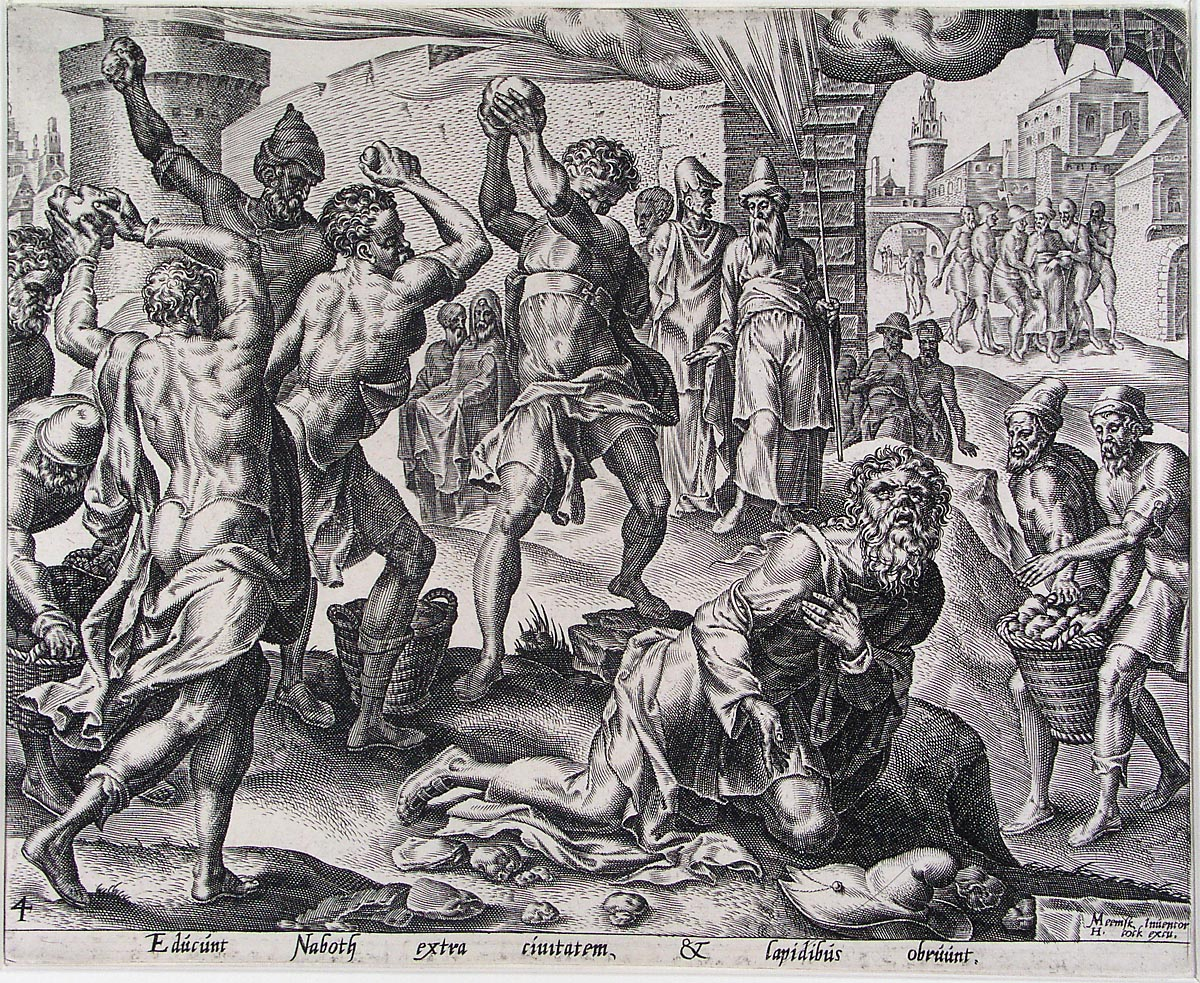
Побиение Навуфея камнями

## Библиография

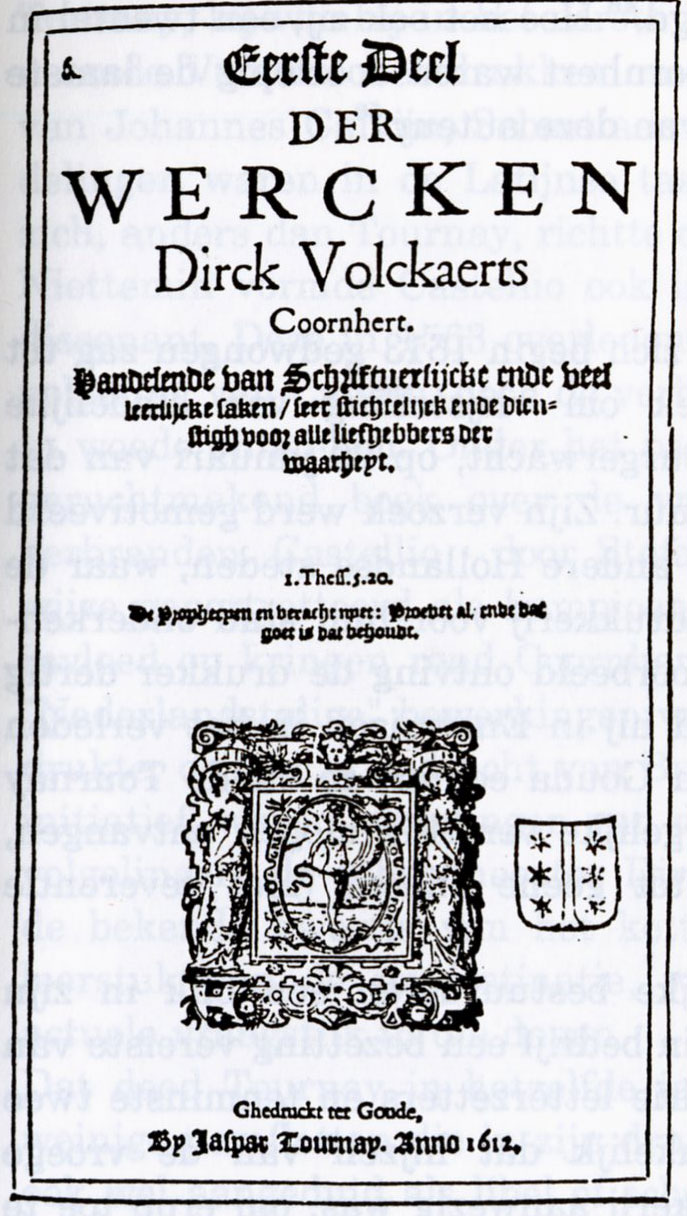
Одно из сочинений Дирка Корнхерта